# Château de Rowton
Le château de Rowton, près de Shrewsbury, Shropshire, Angleterre, est une maison de campagne classée Grade II * qui a été autrefois la maison du Collège national royal pour les aveugles avant de déménager à son emplacement actuel à Hereford. Ce château du XVIIe siècle est entouré de 17 acres de jardins et se trouve à environ 6 milles ( Unité «  » inconnue du modèle {{Conversion}}.) de Shrewsbury. Il est actuellement utilisé comme lieu de mariage, hôtel et restaurant.

## Histoire
Le château actuel est construit au XVIIe siècle, bien qu'un château précédent ait existé sur le site pendant plusieurs centaines d'années. La maison appartient à la famille Lyster jusqu'à la mort de Lady Charlotte Lyster, en 1889. Elle transmet la maison à son neveu, Montagu Corry, 1er baron Rowton, qui à son tour la transmet à son neveu, le colonel NA Lowry Curry après sa mort en 1903. Le propriétaire suivant de la maison, le major Lees, la vend au Royal Normal College for the Blind en 1941. Le collège, qui est auparavant situé à Londres, est contraint de trouver de nouveaux locaux après que son site, basé à Upper Norwood, ait été bombardé lors du Blitz puis acquis par les autorités. Le collège utilise le château lui-même comme bloc d'hébergement pour le personnel et les élèves plus âgés. Le bâtiment abrite également les salles à manger pour les élèves juniors et seniors. Des salles de classe, qui ont depuis été transformées en appartements privés, sont construites sur le côté est du bâtiment.
En 1953, un incendie détruit une grande partie des bâtiments et 38 pianos et orgues utilisés pour former les élèves à l'accordage. La formation a pu se poursuivre après que l'Institution pour aveugles de Henshaw ait pris des étudiants et du personnel à titre temporaire. Au fur et à mesure que le collège s'agrandit, d'autres locaux dans et autour de Shrewsbury sont achetés, puis en 1978 il déménage à Hereford après avoir trouvé un logement qui lui permettrait de consolider ses installations en un seul campus.
Après le départ du collège, le bâtiment reste vide pendant plusieurs années jusqu'au début des travaux pour le transformer en hôtel en 1986. L'hôtel ouvre ses portes en avril 1989 et est acquis par ses propriétaires actuels en octobre 1997.